# Dilshod Mansurov
Dilshod Mansurov, * 2. září 1983 v Taškentu, Sovětský svaz, je uzbecký zápasník volnostylař. Volnému stylu se začal věnovat v 10 letech v Taškentu. Připravoval se v klubu "Yeshlik" pod vedením Nurlana Jiksalikova. V roce 2002 dostal grant na přípravu pro sportovce z rozvojových zemí od Mezinárodního olympijského výboru. V roce 2003 přípravu zúročil ziskem titulem mistra světa. V roce 2004 odjížděl na olympijské hry v Athénách jako jeden z favoritů, ale dostal nalosovanou těžkou skupinu. V zápase o postup ze skupiny se utkal s Mavletem Batyrovem z Ruska, prohrál a olympijský turnaj pro něho skončil neúspěchem. V roce 2005 si spravil chuť druhým titulem mistra světa a na olympijské hŕy v Pekingu v roce 2008 odjížděl opět jako kandidát na jednu z medailí. Převedl velmi dobrý výkon, ve čtvrtfinále s Japoncem Tomohiro Matsunagou mu však chybělo více štěstí. V následném boji o třetí místo podlehl Besiku Kuduchovi z Ruska a obsadil 5. místo. V dalších letech střídal bantamovou váhou s pérovou. V roce 2012 se kvalifikoval na olympijské hry v Londýně ve své bantamové váze, ale vypadl v prvním kole.